# Arne Hertz
Arne Hertz (1939. június 6. –) svéd rali-navigátor.

## Pályafutása
Első világbajnoki versenyén, 1973-ban a svéd ralin győzelmet aratott Stig Blomqvist navigátoraként. 1973 és 1999 között vett részt a világbajnokság futamain. Ez időszak alatt olyan sikeres versenyzőknek navigált mint Stig Blomqvist, Ove Andersson, Björn Waldegård, Hannu Mikkola, Michèle Mouton, valamint Armin Schwarz. 1983-ban Hannu Mikkola társaként megnyerte a világbajnokságot. Pályafutása során tizennyolc rali-világbajnoki versenyt nyert meg, ezeket négy különböző versenyzővel szerezte.

### Rali-világbajnoki győzelmei
| #   | Dátum                 | Rali                  | Versenyző      | Autó                  | Összefoglaló |
| --- | --------------------- | --------------------- | -------------- | --------------------- | ------------ |
| 1.  | 1973. február 15-18   | Svéd rali             | Stig Blomqvist | Saab 96 V4            | Összefoglaló |
| 2.  | 1975. március 27-31   | Szafari rali          | Ove Andersson  | Peugeot 504           | Összefoglaló |
| 3.  | 1978. november 19-23  | Brit rali             | Hannu Mikkola  | Ford Escort RS1800    | Összefoglaló |
| 4.  | 1979. március 6-11    | Portugál rali         | Hannu Mikkola  | Ford Escort RS1800    | Összefoglaló |
| 5.  | 1979. július 14-18    | Új-Zéland-rali        | Hannu Mikkola  | Ford Escort RS1800    | Összefoglaló |
| 6.  | 1979. november 19-23  | Brit rali             | Hannu Mikkola  | Ford Escort RS1800    | Összefoglaló |
| 7.  | 1979. december 9-14   | Elefántcsontpart-rali | Hannu Mikkola  | Mercedes 450 SLC 5.0  | Összefoglaló |
| 8.  | 1981. február 13-15   | Svéd rali             | Hannu Mikkola  | Audi Quattro          | Összefoglaló |
| 9.  | 1981. november 22-25  | Brit rali             | Hannu Mikkola  | Audi Quattro          | Összefoglaló |
| 10. | 1982. augusztus 27-29 | Finn rali             | Hannu Mikkola  | Audi Quattro          | Összefoglaló |
| 11. | 1982. november 21-25  | Brit rali             | Hannu Mikkola  | Audi Quattro          | Összefoglaló |
| 12. | 1983. február 11-13   | Svéd rali             | Hannu Mikkola  | Audi Quattro A1       | Összefoglaló |
| 13. | 1983. március 2-5     | Portugál rali         | Hannu Mikkola  | Audi Quattro A1       | Összefoglaló |
| 14. | 1983. augusztus 2-6   | Argentin rali         | Hannu Mikkola  | Audi Quattro A2       | Összefoglaló |
| 15. | 1983. augusztus 26-28 | Finn rali             | Hannu Mikkola  | Audi Quattro A2       | Összefoglaló |
| 16. | 1984. március 6-11    | Portugál rali         | Hannu Mikkola  | Audi Quattro A2       | Összefoglaló |
| 17. | 1987. április 16-20   | Szafari rali          | Hannu Mikkola  | Audi 200 Quatrro      | Összefoglaló |
| 18. | 1991. november 10-13  | Katalán rali          | Armin Schwarz  | Toyota Celica GT-Four | Összefoglaló |